# Walter Sordi
Walter Sordi (Roma, 23 settembre 1961) è un collaboratore di giustizia ed ex terrorista italiano, militante prima in Terza Posizione e poi nel gruppo eversivo d'ispirazione neofascista Nuclei Armati Rivoluzionari.
Intorno alla fine degli anni settanta entra in contatto con i NAR di Valerio Fioravanti intraprendendo un percorso di lotta armata terminato con la sua cattura avvenuta il 17 settembre del 1982. Subito dopo il suo arresto decise di diventare un collaboratore di giustizia e il suo pentimento, assieme a quello dell'altro neofascista Cristiano Fioravanti furono tra i più significativi nell'ambiente della destra eversiva e permisero una ricostruzione storico-giudiziaria dell'organizzazione e dei loro legami con altri gruppi criminali.

## Biografia

### La militanza in TP
(Stefano Soderini da Fascisteria di Ugo Maria Tassinari)
Ancora giovanissimo inizia il suo percorso di militanza nelle file di Terza Posizione, contemporaneamente frequenta anche la sede romana del FUAN di via Siena, al quartiere Nomentano dove, verso la fine del 1978, il massiccio ingresso di alcuni militanti missini del gruppo Eur-Monteverde (come i fratelli Fioravanti, Dario Pedretti, Alessandro Alibrandi, Luigi Aronica e molti altri), comincia a mettere in discussione l'immobilismo del partito (il Movimento Sociale Italiano) e a discutere della possibilità di intraprendere un percorso di lotta armata attraverso attentati e fatti di sangue.
Nel febbraio del 1979 viene arrestato per la prima volta assieme a Ciavardini. Mentre, il 4 settembre del 1980 viene inviato dalla procura della Repubblica di Roma un rapporto nel quale si denunciano, per il reato di associazione sovversiva e banda armata, 28 appartenenti a Terza Posizione, tra cui lo stesso Sordi.
Assieme ad Alessandro Alibrandi e Pasquale Belsito decide di lasciare l'Italia per trasferirsi in Libano ed arruolarsi nei campi di addestramento militare della Falange Maronita, la milizia cristiana alleata di Israele.

### La lotta armata con i NAR
Quando rientra in Italia, intorno alla metà del 1981, attratto dal carisma esercitato da Valerio Fioravanti nei confronti dei giovani di quella formazione, Sordi finì per aderire allo spontaneismo armato praticato dai Nuclei Armati Rivoluzionari.
Il suo battesimo del fuoco con i NAR avviene il 19 ottobre 1981, a Milano dove, Sordi, Alibrandi e Cavallini sono giunti per regolare i conti con Giorgio Muggiani, considerato responsabile dell'arresto di Cavallini. Intercettati però da un'auto civetta della Digos di Milano, aprono il fuoco sugli agenti uccidendone due, Carlo Buonantuono e Vincenzo Tumminello, mentre un terzo agente, Franco E., rimane ferito e si rifugia dentro uno stabile. Sordi e Alibrandi prendono le armi dell'auto della Digos e Sordi, vedendo che l'agente Tumminello respira ancora, gli spara il colpo di grazia alla testa.
Due giorni dopo, si replica. Il 21 ottobre 1981, con Alessandro Alibrandi, Gilberto Cavallini, Francesca Mambro, Giorgio Vale e Stefano Soderini partecipa all'agguato dove viene ucciso il capitano della Digos Francesco Straullu (e l'agente Ciriaco Di Roma) che, coordinando molte indagini sui gruppi dell'eversione nera, era mal visto negli ambienti neofascisti e accusato di torture fisiche e prepotenze sugli arrestati e abusi sessuali sulle donne.
Il 5 dicembre 1981, mentre sono alla ricerca di una pattuglia della polizia da disarmare, Sordi, Pasquale Belsito, Ciro Lai e Alessandro Alibrandi ingaggiano un duro conflitto a fuoco con la Polizia stradale sulla via Flaminia, nei pressi di Roma. Alibrandi, raggiunto alla testa da un colpo sparato alle sue spalle da un agente, rimane ucciso mentre gli altri complici riescono a scappare, abbandonando il compagno morto sull'asfalto. Nella sparatoria rimane ferito anche l'agente Ciro Capobianco, che poi morirà due giorni dopo in ospedale.
Durante questo periodo si costruisce anche una piccola banda personale tra Vigna Clara e l'Eur chiamata Walter's Boys, formata da un gruppo di giovani fedelissimi fiancheggiatori e aspiranti eversivi: studenti che vivono ancora con i genitori in ambienti borghesi che offrono nascondigli e, all'occorrenza, vengono premiati con la partecipazione sul campo a qualche azione.
Il 5 marzo 1982 prese parte, assieme ad altri NAR (Francesca Mambro, Giorgio Vale, Stefano Procopio, Roberto Nistri, i fratelli Ciro e Livio Lai e Fabrizio Zani), ad una rapina alla Banca Nazionale del Lavoro di Piazza Irnerio a Roma. Nel darsi alla fuga, all'esterno, il commando trova le forze dell'ordine con cui ingaggia un violento conflitto a fuoco. Nella sparatoria, lo studente di 17 anni del Liceo Artistico, Alessandro Caravillani, che passava di lì per caso, muore colpito alla testa da una pallottola di rimbalzo. Anche Francesca Mambro viene ferita gravemente e trasportata nel pronto soccorso dell'ospedale San Filippo Neri dove verrà poi arrestata.
Il 24 giugno 1982, Sordi e Cavallini, assieme a Vittorio Spadavecchia e Pierfrancesco Vito (due giovanissimi militanti alla prima vera azione) tentano il disarmo di una pattuglia in servizio davanti alla sede dell'OLP di Roma. Gli agenti Antonio Galluzzo e Giuseppe Pillon, sorpresi dal commando di terroristi, sono raggiunti da numerosi colpi d'arma da fuoco che uccidono il primo e feriscono il secondo.

### L'arresto e il pentimento
Walter Sordi venne arrestato il 17 settembre 1982, in un villino di Lavinio, catturato assieme al palermitano Enrico Tomaselli e a Stefano Comune. Era latitante dal marzo del 1981, da quando era uscito dal carcere dopo essere stato arrestato solo un mese prima, per un attentato compiuto da alcuni neofascisti contro il quotidiano Paese Sera. 
Al suo arresto si giunse dopo la cattura di Stefano Procopio, altro terrorista dei NAR, arrestato nei giorni precedenti a Parigi mentre tentava una rapina in un'armeria con altri sette complici tra cui, molto probabilmente, anche Sordi che, al momento del suo arresto, venne trovato in possesso di alcune banconote francesi. Sordi era sfuggito alla cattura già il 6 agosto precedente, durante un blitz degli agenti in un covo romano dei NAR in via Nemea, dove probabilmente trascorreva di tanto in tanto la notte. In quell'occasione furono arrestati quattro fiancheggiatori: Enrico Campanini. Luca Poli, Fabrizio Cavaceppi e Marco Cochi. Sulla scia di questi arresti la Digos individuò altre quattro persone, ritenute molto vicine a Sordi.
Subito dopo l'arresto, Sordi decide di collaborare con la magistratura e comincia a raccontare particolari inediti dell'eversione nera. Arrivano per lui i benefici di legge e dopo circa un anno e mezzo di carcere viene ammesso agli arresti domiciliari protetti, presso la caserma dei carabinieri di Forlimpopoli, di Ascoli Piceno prima di essere trasferito in una località protetta.